# إياد مدني (لاعب كرة قدم)
إياد لؤي مدني، لاعب كرة قدم سعودي، يلعب في الوسط في نادي الجبلين.

## مسيرة اللاعب
بدأ مع النادي الأهلي و أعير إلى نادي جدة في عام 2021 و بعدها عاد إلى النادي الأهلي وانتقل إلى نادي التعاون في عام 2023 وعاد إلى نادي جدة مطلع عام 2024 وانتقل إلى نادي الجبلين في صيف عام 2024.